# 褶皱裸胞壳
褶皱裸胞壳（学名：Emericella rugulosa）是属于散囊菌目发菌科裸胞壳属的一种真菌，可生长在土壤、霉野果、玉米粉等基物上。该种分布于中国、美国、阿根廷、巴哈马、加拿大、埃及、法国、印度、伊拉克、以色列、日本、巴基斯坦、南非、苏丹、叙利亚、英国等地。
褶皱裸胞壳是皱瓣曲霉（Aspergillus rugulovalvus）的有性型。